# یوکو موریگوچی
یوکو موریگوچی (انگلیسی: Yoko Moriguchi؛ زادهٔ ۵ اوت ۱۹۶۶) ، یک هنرپیشه اهل ژاپن است. 